# Vercel-Villedieu-le-Camp
Vercel-Villedieu-le-Camp település Franciaországban, Doubs megyében. Lakosainak száma 1732 fő (2022. január 1.). Vercel-Villedieu-le-Camp Belmont, Adam-lès-Vercel, Avoudrey, Chaux-lès-Passavant, Chevigney-lès-Vercel, Épenouse, Épenoy, Eysson, Gonsans, Grandfontaine-sur-Creuse, Longechaux, Valdahon és Étalans községekkel határos.

## Népesség
A település népessége az elmúlt években az alábbi módon változott:
| Lakosok száma | 975  | 1068 | 1088 | 1391 | 1509 | 1540 | 1591 | 1664 | 1691 | 1732 |
|               | 1968 | 1982 | 1990 | 2006 | 2013 | 2015 | 2017 | 2019 | 2020 | 2022 |